# Leif Mikkelsen (håndbold)
 Der er flere personer med dette navn, se Leif Mikkelsen.
Leif Christian Mikkelsen (født 2. oktober 1948) er en dansk håndboldtræner, der var landstræner for det danske herrelandshold i håndbold i perioden 1977-1987.
Mikkelsen stod i lære hos den store træner Hans Jensen og inspireret af den Jugoslaviske håndboldskole og ikke mindst trænerlegenden Vlado Stenzel førte han Danmark til 4. pladsen ved VM 1978 og 1982 og igen ved OL 1984.
Han er nu leder af Team Copenhagen.
Han har også tidligere været håndboldekspert/kommentator hos Danmarks Radio.